# اسون لیک (کارولینای شمالی)
اسون لیک (به انگلیسی: Seven Lakes) شهری در ایالت کارولینای شمالی کشور ایالات متحده آمریکا است که جمعیت آن در سرشماری سال ۲۰۱۰ میلادی، ۴٬۸۸۸ نفر بوده‌است.